# Severní Makedonie na Letních olympijských hrách 2000
Severní Makedonie se účastnila Letní olympiády 2000. Zastupovalo ji 10 sportovců (6 mužů a 4 ženy) v 5 sportech.

## Medailisté
| Medaile | Jméno             | Sport | Soutěž                   |
| ------- | ----------------- | ----- | ------------------------ |
| Bronz   | Magomed Ibragimov | Zápas | muži volný styl do 85 kg |